# Gastronomia del Barcelonès
La cuina del Barcelonès tracta sobre el menjar i les begudes típics de la cuina d'aquesta comarca i la seva capital, Barcelona.
El Barcelonès és la comarca amb més densitat de població de Catalunya i és urbà en quasi la seva totalitat, deixant a banda les muntanyes que el separaren del Vallès. Per altra banda, és la comarca millor comunicada i amb l'índex més alt de població nascuda a fora. Tot això significa que els costums alimentaris típics del camp i la ruralia no poden aplicar-se, i la barreja de cultures típiques de qualsevol capital fan que sigui molt difícil parlar d'una cuina barcelonina unificada. Parlem doncs, de dues gastronomies: la primera, una barreja d'elements culinaris vinguts de la resta dels Països Catalans o que en tot cas són presents igualment a gran part de les comarques catalanes; i la segona, una d'origen no-català i assimilada a través dels restaurants, botigues alimentàries i forns de la comarca sota la influència de la immigració.
Pel que fa a la restauració, cal subratllar que Barcelona suma una tremenda quantitat de restaurants, pastisseries, bars, tavernes i de més, el qual permet entendre que gran part de les gastronomies del món es pot trobar a la ciutat. Al Raval i altres barris, s'hi troben establiments dedicats a proveir aliments de procedència estrangera, normalment per a les diverses comunitats ètniques vingudes de fora: magrebina, xinesa, africana, etc. Tanmateix aquestes influències no han popularitzat cap menjar especialment entre els barcelonins al nivell habitual, amb la possible excepció del xauarma; cap d'ells han aconseguit entrar dins de la cuina casolana. En canvi, diversos plats com la truita de patata o el gaspatxo, de suposada procedència castellana, es poden trobar a les llars barcelonines, especialment on la família hi té algun parent. La lasanya, els canelons de carn o d'espinacs i les diverses formes de la pasta italiana també es poden trobar a casa. Altres cuines amb una destacada presència en la restauració són la basca (pintxos), la cuina castellana (tapes), la francesa, la italiana i la grega.
Pel que fa als contactes culinaris amb les comarques veïnes, es podria parlar del marisc i el maduixot del Maresme, llet del Vallès Oriental, mató del Bages, vi del Penedès, cava d'Anoia i embotit d'Osona. Per altra banda, la cuina de tota la zona metropolitana de Barcelona, inclòs doncs el Baix Llobregat, segueix en gran part el patró descrit a dalt, és a dir una gastronomia urbana i postmoderna que ofereix gairebé tota la cuina catalana més tradicional i a banda gran part de les cuines del món.

## Costums alimentaris
Segons Josep Pla a El que hem menjat, a la ciutat l'àpat que pateix la més gran transformació és l'esmorzar. Gràcies a l'horari laboral, l'esmorzar s'ha reduït a un cafè i poc més. Per altra banda, es queixa que el sopar s'endarrereix massa. En tot cas, tradicionalment a Barcelona l'hora més típica de sopar són les nou. Malgrat les diverses cultures de menjar presents, l'horari dels restaurants i bars garanteix una certa acceptació d'aquesta hora.
Un altre costum típic de les famílies barcelonines és prendre "el vermut" o "platillos" abans de dinar, que és un pica-pica d'embotits, nous, formatges, sardines, anxoves o qualsevol tastet per a obrir la fam. El dinar es pren al voltant de les dues, a casa si es pot, i a prop de la feina si no.
El menú més típic — i el més humil — al passat era escudella cada dia i arròs amb peix els diumenges. A Nadal s'estilava fer una gran escudella i un pollastre al forn.
Durant les festes de Gràcia,a la cavalgata dels Reis Mags i per Sant Medir, s'acostumen a repartir caramels muntat a cavall pels carrers. A la Castanyada (Tots Sants), és habitual consumir castanyes, panellets i beure mistela. A carnaval es menja la coca de llardons. A la quaresma es mengen els bunyols típics de vent o farcits de crema. A Pasqua, la mona és habitual. Per Sant Joan es mengen coques. Mentrestant, per Sant Esteve, hi ha cert costum de menjar canelons.
A continuació es detallen els elements més destacables de la gastronomia d'aquesta comarca:

## Panellets
El panellet és una petita bola de massapà o torró tou coberta amb pasta i guarnida amb pinyons, xocolata, cirera o un altre element dolç. Són molt vistosos i es consumeixen per la Castanyada (Tots Sants).

## La coca
Es troba una àmplia gamma de coques al Barcelonès. Les més esteses són la coca de recapte amb arrengada o botifarra, la coca de crema i la coca de Sant Joan. N'hi ha una que se'n diu la "cristina de fruites", que té aspecte de coca de Sant Joan però la pasta no és prima sinó estufada i ovalada. Normalment prenen la forma típica a la Catalunya Central d'una ovalada llarga i prima, d'uns 25 a 50 centímetres.

## Altres dolços
Hi ha una profusió de dolços a les fleques, moltes conegudes a gran part de la Catalunya Central. Destaquen els tortells, de pasta fullada o pasta de lionesa, en forma d'anell i farcits de crema que hom sol comprar els diumenges al matí per a les postres del dinar; com també, tot i que menys, els pals, entesos con una versió individual del tortell, o les lioneses, la versió cóctel. És molt típic de Barcelona, com en molts llocs de Catalunya, un pastís anomenat "sara", a base de pa de pessic, mantega i ametlles. Un altre de típic és el "braç cremat", un braç de gitano amb crema cremada. El mató de Pedralbes són unes postres barcelonines. Els pets de monja també són originaris de Barcelona. Pasta salada, neules, galetes, pastissos, formes de massapà, ensaïmades mallorquines — però més petites del que és típic a aquesta illa — i croissants, canyes de pasta fullada i farcides de xocolata o de crema, flautes, ulleres, magdalenes i bunyols empordanesos completen l'oferta. A les xurreries, a més dels xuixos gironins també hi ha una versió de xurro més gros, farcit de crema catalana i amb cobertura de xocolata.

## Arròs i suquet
L'arròs amb peix i el suquet de peix són plats típics de la nostra cuina i representen una cuina basada en la mar que banya tot el Barcelonès. Per això no és d'estranyar que tots els plats amb marisc i peix siguen ben presents, fins i tot els d'origen no català com, per exemple, el pop a la gallega.

## Anguiles
Les anguiles del Llobregat són una especialitat de la comarca i en especial de les poblacions a la vora del riu.

## Pa
Entre els diversos pans oferts a la capital, destaca un d'origen ben local, "l'arlequí", fet només al barri de Gràcia, i el pa de Sant Jordi, un pa de festes amb les quatre barres de l'escut català.

## Altres plats típics
- Arròs a la cassola
- Arròs Parellada
- El bacallà a la llauna, és a dir bacallà cuit en una placa de forn amb oli d'oliva, és un dels plats que Josep Pla destaca que millor es fa a Barcelona.[1] Una variant barcelonina n'és el bacallà gratinat amb allioli, que no és més que un bacallà a la llauna però cobert d'allioli abans de coure'l al forn.
- Embotits
- Escalivada
- Escudella
- Espinacs amb panses i pinyons
- Esqueixada
- Fricandó
- Pa amb tomàquet

## Begudes típiques
- Cava. Encara que no sigui produït a la comarca, la seva consumició és molt estesa a la capital.
- Cava amb suc natural de taronja, ben fred, és un còctel molt habitual en aquesta comarca.
- Llet de pantera, un còctel que conté llet condensada molt popular al barri gòtic de Barcelona.
- Xocolata desfeta, calenta, sovint coberta de nata muntada i acompanyada al Barcelonès típicament de melindros o, de vegades, pa.
- Llet amb xocolata o batut de xocolata, ben fred a l'estiu o calent a l'hivern.